# Santuario del Santissimo Crocifisso (Gorno)
Il santuario del Santissimo Crocifisso è un edificio religioso situato all'imbocco del paese di Gorno in Val del Riso, in provincia di Bergamo.

## Storia

Il santuario in una foto subito dopo la sua costruzione. Si noti il porticato posizionato sulla facciata principale, i bordi a mattoni rossi delle facciate e i fiori affrescati nelle arcate decorative della sommità, tutti elementi cambiati o coperti con le successive ristrutturazioni del santuario

La prima edificazione del santuario è di data incerta.
Secondo alcune fonti inizialmente l'effigie del santo Crocifisso era collocata all'aperto, forse in un prato, senza un vero e proprio riparo, esposta all'incuria del tempo.
La prima notizia riguardo l'edificazione di una tribulina si ha solo nel 1759, quando in una nota comunale del 17 aprile si può leggere
Non si ha notizia certa che la tribolina venga costruita immediatamente, si sa che sopra una pietra dell'atrio della cappella stava inciso l'anno 1789.

Non si hanno descrizioni o immagini precise che aiutino a capire come fosse la prima struttura dedicata al culto, ma in un ex voto dedicato alla venerazione del SS Crocifisso della fine dell'Ottocento vi è dipinto la cappella, rappresentata come un piccolo edificio a forma rettangolare, con un piccolo portico sorretto da due pilastri (o colonne?) dalla quale si accede al portone in legno che probabilmente fungeva d'ingresso.
A seguire negli anni si hanno altre note riguardo al santuario. Nel 1789 il comune utilizzerà le offerte raccolte al santuario per l'acquisto di un padiglione per l'altare maggiore della chiesa parrocchiale, nel 1827 si ha nota dell'acquisto di una cassetta di ferro da porsi esternamente all'edificio per la raccolta delle elemosine, nel 1832 viene acquistata una lampada e nel 1839 viene costruito il “tavolino da trasporto” per l'effigie del SS Crocifisso, da utilizzare durante le processioni in paese. La devozione verso il santuario è sempre più sentita e nel 1835 le offerte al santuario arrivano ad un ammontare di L. 60.26.

Il santuario in uno scatto del 1948

La costruzione dell'attuale santuario avvenne invece nel primo decennio del ‘900, quando si decise di dare una più decorosa collocazione all'effigie del SS Crocifisso.
Il 25 giugno del 1908 arriva l'autorizzazione da parte del sac. Dott. Angelo Roncalli (futuro Papa Giovanni XXIII) per l'edificazione del nuovo edificio.
Il progetto dell'edificio venne affidato all'architetto Alberico Brabiano di Belgioso (MI), mentre l'esecuzione dei lavori fu affidata ai capimastri Fratelli e Zucchelli di Bani di Ardesio, assistiti dall'ingegnere Cortese di Clusone.

I lavori inizieranno nel giugno del 1908 e già nel 1909 la struttura è completata (per costruire il campanile ci vollero solo 20 giorni), mentre la sua decorazione interna terminerà nel 1910.
Per la costruzione della chiesa vennero raccolte offerte in tutte le contrade, raggiungendo un totale complessivo di L.5.232,25.

Tra il 18 e il 19 giugno del 1910 la chiesa verrà quindi inaugurata e benedetta dal vescovo di Bergamo Mons. Giacomo Radini Tedeschi con solenni festeggiamenti.
Il portico originario, che si nota nelle foto d'epoca, venne modificato e rimosso per ragioni di sicurezza.

Con l'allargamento della strada provinciale nel 1948, il portico che stava a ridosso della facciata principale del santuario divenne spartitraffico tra le autovetture che salivano in paese, che passavano esternamente al portico e quelle che scendevano in direzione opposta, che passavano sotto il portico. Il successivo aumentare della viabilità automobilistica portò, nel 1957, alla decisione di smontarlo per ricollocarlo ai lati della chiesa a copertura degli ingressi laterali.
Nel 1985 vennero realizzati i primi lavori di ristrutturazione da parte dei volontari, soprattutto sul tetto, ma sarà nel 1990 che il santuario verrà ristrutturato in modo definitivo sempre grazie al lavoro dei volontari, in occasione dell'80° dell'inaugurazione e consacrazione: verrà totalmente rimbiancato esternamente, verrà eliminata la discarica di rifiuti ingombranti che stava a fianco dell'edificio per un riassetto più decoroso del piazzale e verranno ripresi tutti gli affreschi interni.
Il 18 giugno del 2010 si è festeggiato il primo centenario dell'edificazione. Per l'occasione l'effigie del SS Crocifisso venne portata in processione per il paese e venne celebrata una santa messa al santuario alla presenza del Vescovo di Bergamo Mons. Francesco Beschi.

## Descrizione esterna

Il santuario durante la ristrutturazione del 1985

Il santuario, orientato a sud, è a croce greca in stile neogotico lombardo.

Le due facciate laterali (se si esclude il campanile) risultano essere le parti più alte dell'edificio, caratterizzate da tre alte finestre arcuate racchiuse in una cornice a mattoni rossi, sulla sommità vi sono invece una fila di archi ciechi decorativi dove al loro interno, come dimostrano le foto d'epoca, originariamente vi erano affrescati fiori montani andati poi persi con le successive ridipinture dell'edificio, così come originariamente erano a mattoni rossi le profilature laterali delle facciate, ridipinte ed uniformate alla superficie della facciata nelle successive ristrutturazioni del santuario.

La facciata principale si trova a ridosso della strada provinciale ed al centro vi si trova il portone principale della chiesa, a forma tonda e inserito in una cornice in pietra caratterizzata da due piedritti per lato sormontati da due modanature. Ai lati del portone vi sono due finestre anch'esse arcuate, mentre al di sopra vi è una finestra a forma circolare. Sulla sommità della facciata, a linea spiovente, vi è una croce in ferro battuto.

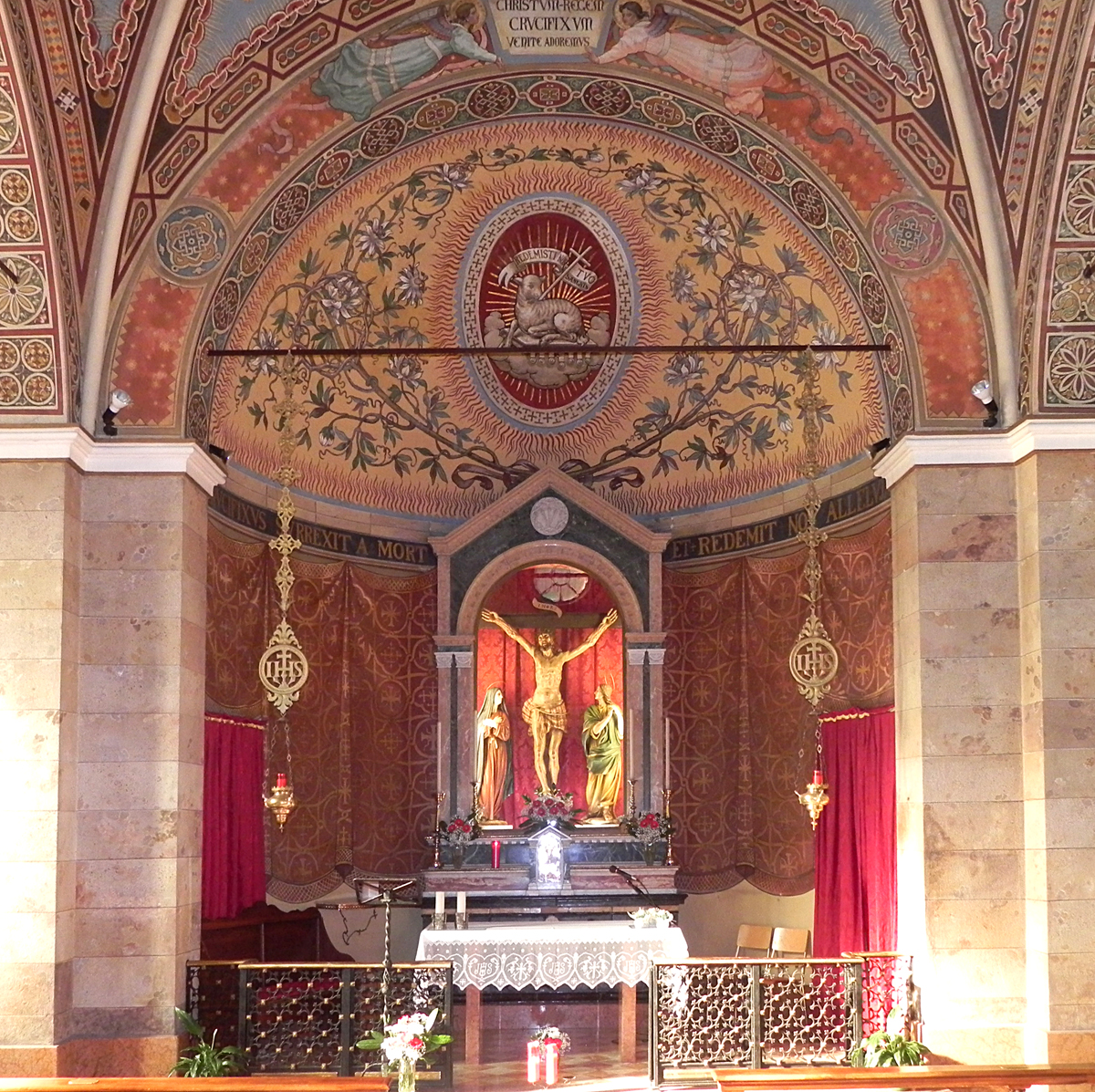
Visione generale del presbiterio

Ai lati della facciata vi sono due piccoli portici sostenuti da colonne in pietra che coprono gli ingressi laterali del santuario, realizzati nel 1957 dopo aver rimosso il porticato che stava a ridosso della facciata principale. Al di sopra dei tetti dei rispettivi portici vi è una bifora arcuata in mattoni rossi sostenuta al centro da una piccola colonna in pietra.
Nel 1995 venne posizionato sopra le finestre arcuate della facciata est del santuario un enorme dipinto circolare del pittore Umberto Gamba, che raffigura il mondo a sfondo dell'immagine del Santo Crocifisso con a lato la scritta "MIO SIGNORE MIO DIO".

### Il campanile
Il campanile, a sezione quadrata, si trova a ridosso del lato nord/ovest della chiesa e venne edificato in soli 20 giorni.

La torre è caratterizzata da una base in pietra che termina con una bordatura sporgente, per poi proseguire quasi esclusivamente in una struttura a mattoni rossi, caratterizzata da quattro ordini di finestre, le prime due grandi, di normali dimensioni, mentre le ultime due molto più piccole. La sommità è costituita da una cella campanaria aperta sui quattro lati che lascia intravedere le campane del santuario. La copertura, infine, è in rame ed è sormontata da una croce in ferro battuto.

Le tre campane presenti vennero realizzate dalla ditta Pruneri di Grosio in Valtellina e vennero pagate L.942,65 , mentre le ruote ed i castelli delle stesse vennero realizzate dalla ditta Luigi Castelletti di Clusone.

## Descrizione interna

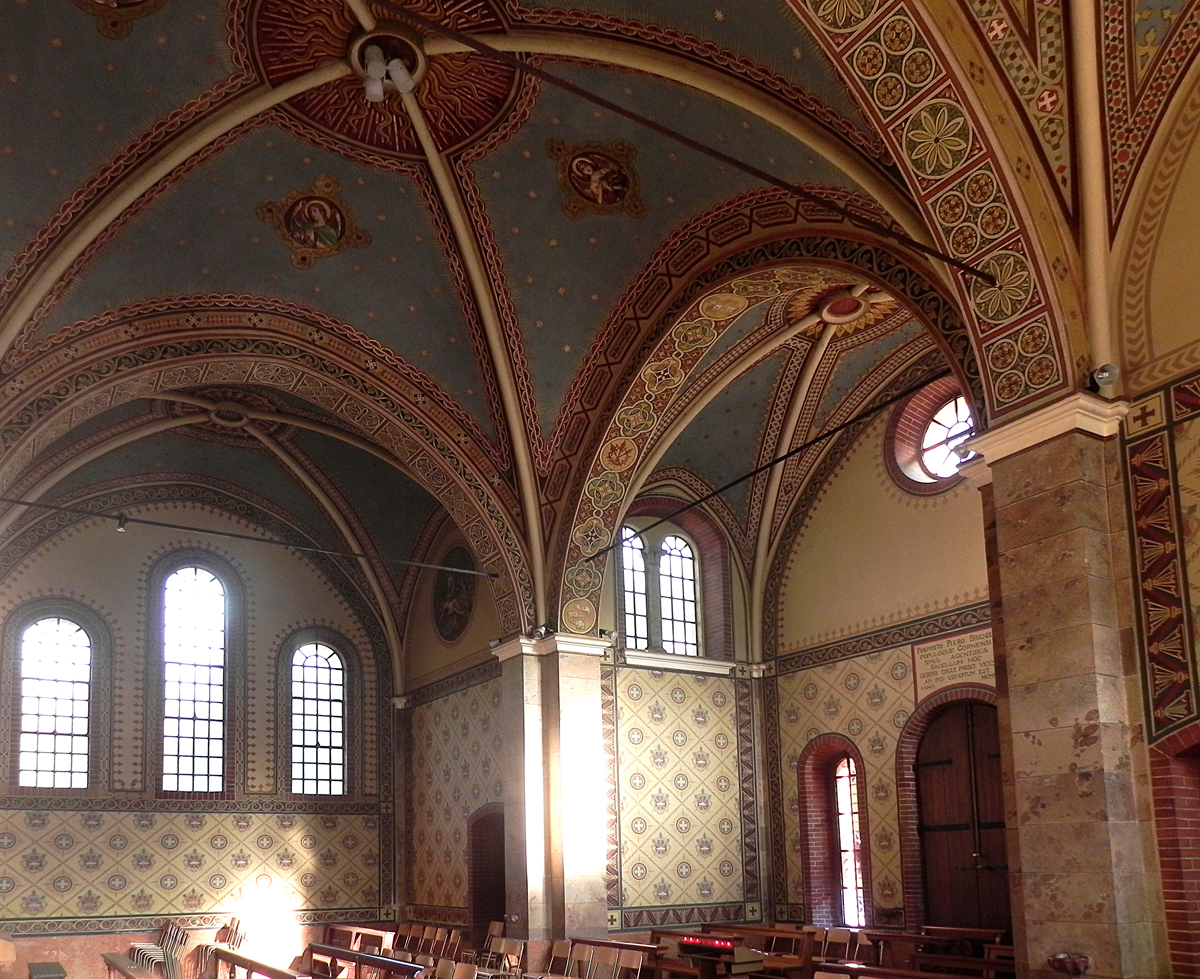
Interno del santuario

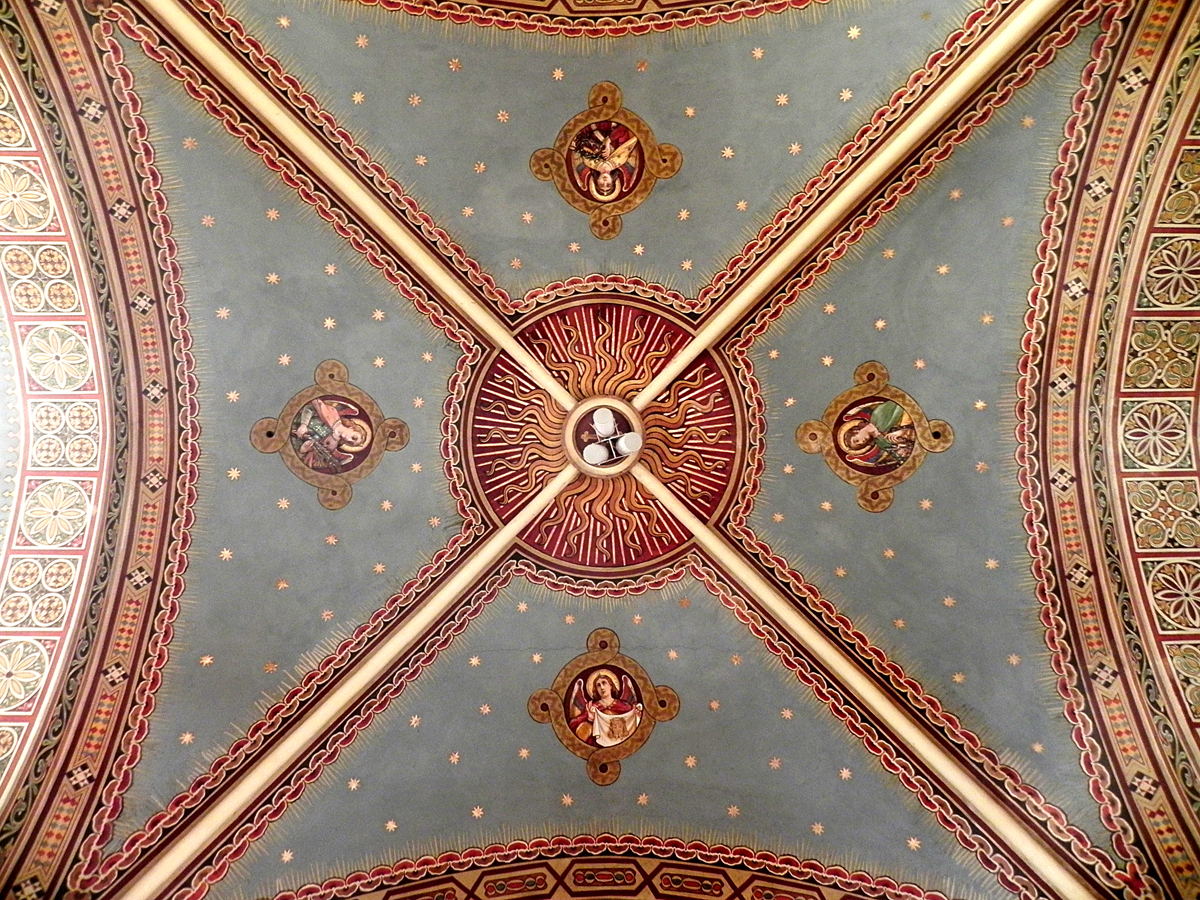
La volta centrale del santuario

L'interno del santuario venne interamente decorato dall'artista Poloni Tito di Martinengo al costo di 5.150 Lire e presenta una fitta decorazione, spesso ad elementi geometrici, tipici dello stile neogotico lombardo dei primi del ‘900.

Il soffitto è costituito da volte a crociera affrescate a cielo stellato con nervature a rilievo. In particolare nella volta centrale vi sono dipinti quattro piccoli oblò con angeli che sorreggono i simboli della passione di Cristo tra cui le catene, il velo della Veronica con l'effigie di Gesù e la corona di spine.

Le pareti laterali del santuario sono caratterizzate da decorazioni a motivo continuo caratterizzate da una griglia creata da corde intrecciate, in cui sono inseriti due elementi, anche in questo caso sacri simboli della passione: la corona di spine con i tre chiodi della croce e una croce circondata da una raggiera di fiammelle.

Nelle parti alte le lunette sono affrescate con quattro grandi tondi dove sono rappresentare rispettivamente La salita al calvario di Gesù, La crocifissione di Gesù Cristo, Gesù Cristo inchiodato alla Croce e la Deposizione di Cristo dalla Croce.
Il presbiterio, racchiuso da una bassa cancellata in ferro battuto e ottone, si trova ad un livello sopraelevato rispetto al piano dei fedeli e vi si accede tramite tre gradini in granito.

Al suo interno vi è il nuovo altare direzionato verso i fedeli, posizionato con gli ultimi restauri dell'edificio, mentre dietro vi è l'altare originale dell'antica cappella settecentesca.

L'altare settecentesco è in marmo policromo ed è caratterizzato nel suo paliotto da un bassorilievo/medaglione in marmo bianco che rappresenta una Pietà di impostazione michelangiolesca.
La mensa dell'altare fa da base al tabernacolo, che si presenta con due piccole lesene in marmo nero con capitelli bianchi e con uno sportello in lamina sbalzata, e all'altare dove sono conservate le statue lignee.

L'altare originale, anch'essa in marmo ma di semplice struttura e di dimensioni ridotte, venne modificata nel 1935 con l'approvazione del nuovo progetto della ditta Carlo Comana di Bergamo da parte della Curia di Bergamo.

Caratterizzata da marmi policromi la nuova cornice marmorea della nicchia è costituita de due lesene marmoree laterali che sostengono un arco e alla sommità spiovente, queste due entrambe caratterizzate da una bordatura dentellata. Al centro vi è inserito un medaglione in marmo bianco scolpito che raffigura la corona di spine e i chiodi della croce.

Le pareti laterali all'altare sono state affrescate a trompe-l'œil simulando un drappeggio damascato di color bordeaux con ricami in oro, mentre nel catino del presbiterio vi è raffigurato l'Agnus Dei tra tralci di spine e fiori bianchi.

Sopra la parete che delimita il presbiterio vi sono invece affrescati due angeli reggicartiglio.
Infine, sopra il portone principale della chiesa (oggi essendo praticamente a ridosso della strada provinciale viene aperto raramente) vi è una scritta in latino che dice:
A dimostrazione ulteriore che l'edificio era già ultimato nel 1909, un anno dopo l'approvazione della Curia diocesana di Bergamo.

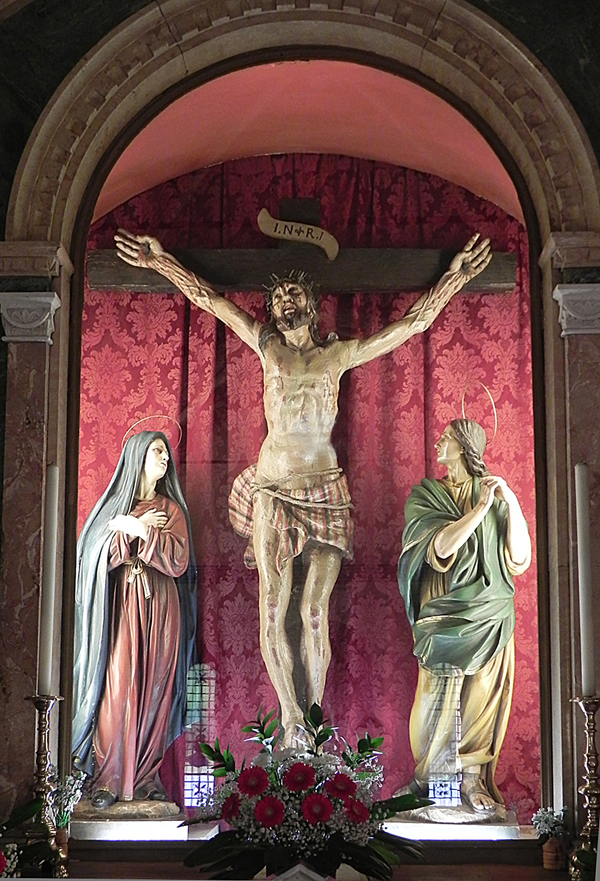
L'effigie del SS. Crocifisso con la Madonna addolorata e San Giovanni evangelista

### L'effigie del Santo Crocifisso
L'immagine del SS. Crocifisso è una scultura in legno dipinto a grandezza naturale e rappresenta Gesù in croce, sofferente, mentre parla con Dio Padre prima di morire.

L'origine dell'effigie, per quanto riguarda datazione, autore e collocazione originaria, è alquanto incerta.
Le prime notizie abbastanza precise si basano fondamentalmente sul manoscritto di Don Giambattista Ceruti datato 1858 in cui si legge
Altre notizie, confortate anche da appunti presenti nell'archivio parrocchiale, riportano che la statua venne rinvenuta nel sotterraneo del convento annesso alla Madonna delle Grazie in contrada Villassio e solo la croce di sostegno venne tratta dal ramo donato dalla famiglia Guerinoni.

A rafforzare l'ipotesi di una produzione di ambito fantoniano, è il catalogo generale edito nel 1978, che fa cenno alla statua all'interno della produzione della bottega senza però datarla o certificarne l'autore.

L'effigie del SS. Crocifisso con la Madonna addolorata e San Giovanni evangelista fantoniani in una cartolina del 1910 circa

In realtà, come riportato in un manoscritto conservato all'interno degli archivi della Fondazione Fantoni di Rovetta, realizzate all'interno della bottega dei Fantoni erano solo le due statue laterali che affiancavano l'effigie del Crocifisso, oggi andate perse. Si poteva leggere infatti:
Se non si ha traccia e notizia della realizzazione dell'altare come descritto nel contratto (con cherubini e parti in legno dorato) sicura era la presenza di due statue (anch'esse presenti nel contratto “le due statue di legno colorite et incarnate”) che stavano ai lati della statua del cristo morente, testimoniate anche da foto d'epoca.

La collaborazione con la bottega per la realizzazione di statue per un “completamento iconografico” della cappella di Gorno non è l'unico caso all'interno della produzione fantoniana: simile soluzione si ha anche nell'altare del Crocifisso della Chiesa del Paradiso a Clusone, dove l'antico cristo ligneo del XVIsec. è stato affiancato da una Maria addolorata e da un San Giovanni di produzione fantoniana (certificata), proprio come a Gorno.
Le statue della Maria addolorata (a sinistra) e di San Giovanni (a destra) che oggi però si trovano a lato della statua sono datate 1946 e sono opera della ditta Rengaldier di Ortisei, scolpite su modello di quelle precedentemente esistenti. Le originali, considerate all'epoca vecchie e consunte e ignorando il loro valore artistico, vennero sostituite da nuove per poi essere distrutte.

## Tradizioni e devozione popolari

1920 - La processione con l'effigie scende la mulattiera che dalla parrocchia (ancora settecentesca) porta alla contrada di Erdeno

1955 - La processione in contrada Villassio

La devozione verso l'effigie del SS. Crocifisso è sempre stata molto sentita da tutta la popolazione del paese e non solo.

Nelle note di Gian Battista Ceruti del 1858 si può infatti leggere
Il trasporto dell'effigie del SS. Crocifisso è infatti usanza e tradizione tuttora presente nella comunità di Gorno.

Ufficialmente la statua dovrebbe essere portata in processione con regolarità ogni cinque anni, ma nel tempo numerose sono state le volte in cui non si è rispettata la regola, basti pensare che dal 1829 al 1839 venne portato in processione per le vie del paese ben sei volte, in alcuni casi per invocare la pioggia.

In queste occasioni il paese viene addobbato a festa con la costruzione di numerosi archi ricoperti di rami e foglie e con l'esposizione di bandiere e coccarde rosse e bianche, colori del santuario.
Alcuni dei festeggiamenti più sentiti furono
- 23-30 ottobre 1932 – In occasione della consacrazione della nuova chiesa parrocchiale
- 16-23 settembre 1934 – per il giubileo della redenzione
- 5-12 settembre 1937 – Per il rientro di tutti i soldati di Gorno dalla guerra coloniale in Etiopia
- 19-26 settembre 1943 – in tempo di guerra il trasporto viene fatto in sordina caricando l'immagine coperta e caricata su di un carro per la maggior parte del tragitto processionale
- 16-23 settembre 1945 – Si festeggia la fine della guerra
- 11-14 settembre 1947 – Si festeggia la settimana della donna e quella degli uomini
- 24-25 settembre 1958 – Si festeggia il 25º anno di sacerdozio di Don Severino Tiraboschi
- 9-16 settembre 1990 – Si festeggia l'ottantesimo anniversario della benedizione del santuario
- 9-16 settembre 2000 – Anno Giubilare. Per la prima volta la statua viene portata in processione anche fuori Gorno,nei paesi di Oneta e Cantoni
- 5-12 settembre 2008 – Si festeggia il 50º anniversario della elezione del beato Angelo Roncalli a Papa
- Anno 2010 – Festeggiamenti vari durante l'anno e processione per il centenario della edificazione del santuario

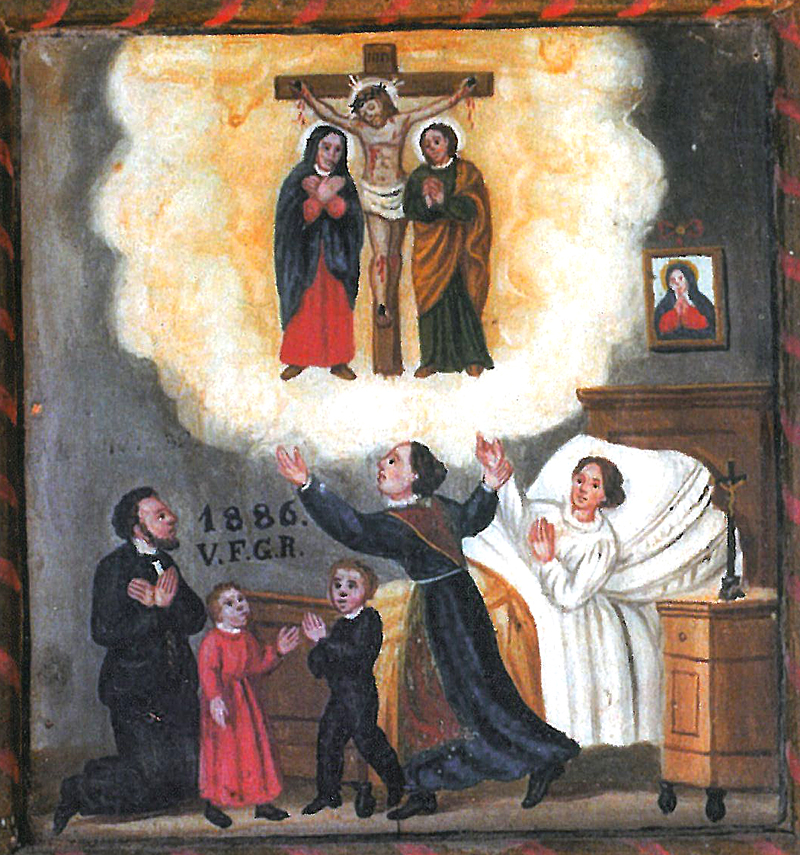
Ex voto realizzato nel 1886 per la guarigione da una malattia

In una nota dell'archivio parrocchiale, risalente agli anni '40, del secolo passato si trovano informazioni anche di tradizioni oggi scomparse, tra cui quella di andare in processione a piedi fino al santuario ogni prima domenica dopo Pasqua, per la benedizione della campagna e dei suoi frutti e quella di celebrare messa al santuario la prima domenica di settembre, considerata una delle funzioni annuali più sentite della popolazione.
Testimonianza della devozione popolare sono anche le note delle elemosine e i lasciti testamentari della precedente cappella settecentesca, che spesso superavano o andavano in aiuto a quelle della chiesa parrocchiale di Gorno.

Così come sono testimonianza le offerte del 1908 per la costruzione dell'edificio, raccolte in tutte le contrade del paese: Villassio L.1.622, Peroli e Campello L.1.042,30, Erdeno L.846, Plicosa, Calchera e Cavagnoli L. 648,75, San giovanni L.496, Sant'Antonio L.397 e Riso e Barbata con L.180,20 e altre offerte ancora arrivarono dai minatori emigrati in Australia, finalizzate poi all'acquisto dei banchi della chiesa.
All'interno della devozione popolare rientrano anche i numerosi ex voto conservati in parrocchia e dedicati al santuario, in quantità nettamente superiore rispetto a tutte le altre chiese del paese e della vallata.

Il più antico tra quelli conservati risale al 1886, confermando una forte venerazione anche prima della costruzione del santuario attuale.

Gli ex voto giunti fino a noi mostrano diverse situazioni di invocazione all'effigie del SS. Crocifisso tra cui guarigioni, il ritorno dalla guerra, storie di emigranti e incidenti di varia natura (molti dei quali in miniera).

## Leggende
Riguardo alla scelta del luogo della costruzione del santuario, si tramanda nella tradizione popolare una leggenda secondo cui l'effigie lignea del SS. Crocifisso venne originariamente scolpita per essere posizionata sul monte Grem, a protezione dei mandriani durante i pascoli.

Venne portata sul monte, ma il giorno seguente venne ritrovata a fondo valle lungo il torrente Riso. Recuperata la statua, venne quindi riportata sul monte Grem, ma il giorno successivo venne ancora ritrovata nello stesso posto. Si fecero ancora due tentativi, ma il SS. Crocifisso venne sempre ritrovato lungo il torrente. Valutati i fatti e considerati un segno della volontà divina, si decise di edificare la prima cappella dove oggi sorge il santuario.